# Жан Уріх

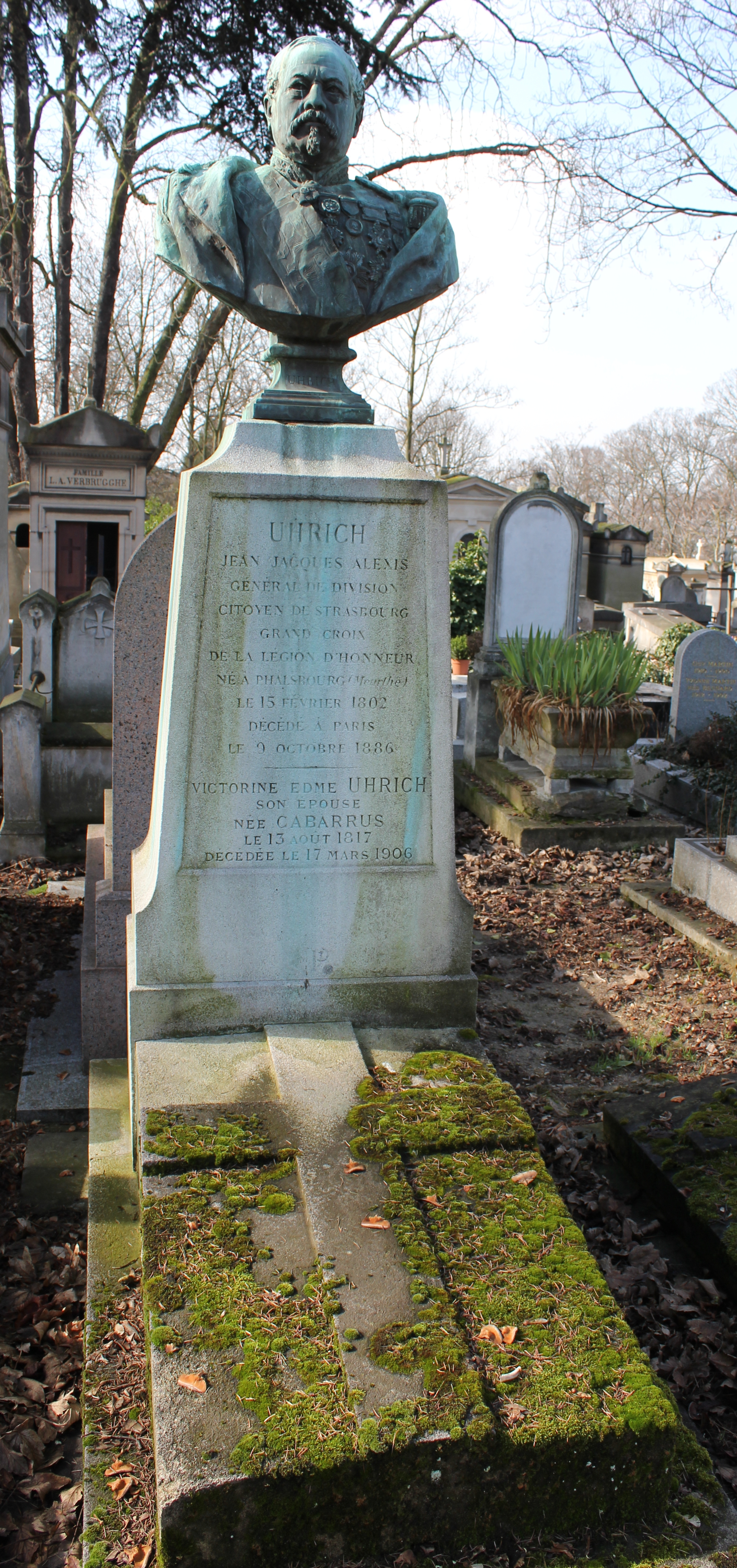
Гробниця Жан-Жака Уріха на Кладовище Пер-Лашез у Парижі з бюстом роботи Огюстен Курте.

Жан-Жак Алексіс Уріх (фр. Jean-Jacques Uhrich; 15 лютого 1802, Фальсбур, Мозель, Франція — 9 жовтня 1886, Париж) — французький генерал дивізії. Він був двоюрідним дідом генерала армії Моріс Гамелен (1872–1958). Військовий губернатор міста Страсбург у 1870 році, Уріх найбільш відомий своєю службою під час Французько-прусської війни (1870–1871) як командувач французькими військами під час Облога Страсбурга та здачею міста німецьким військам.

## Біографія
Жан-Жак Уріх відвідував французьку військову академію у Сен-Сір з 1818 по 1820 рік і був членом першого випускного класу Сен-Сір після Реставрації Бурбонів. Іншими відомими членами його випускного класу були Рош Парі де Боллардьєр (1803–1866), прадід генерала бригади Жак Парі де Боллардьєр (1907–1986); журналіст і письменник Арман Каррель (1800–1836), який загинув на дуелі; і генерал дивізії та політик Прюден де Шаслу-Лоба (1802–1863). Пізніше Уріх закінчив піхотну школу французької армії.
Першим призначенням Уріха був 3-й полк легкої піхоти французької армії у званні підпоручника. У 1834 році він був підвищений до капітана, а в 1848 році став полковником 3-го полку легкої піхоти. У 1852 році його було підвищено до генерала бригади, а в 1855 році, на другому році Кримської війни, його було підвищено до генерала дивізії. Під час Другої італійської війни за незалежність у 1859 році він командував дивізією французького 5-го армійського корпусу. Він також служив командувачем одного з територіальних підрозділів армії Нансі. Згодом він вийшов у відставку з дійсної служби в 1867 році в званні генерала дивізії і був переведений до резервного списку.

## Облога Страсбурга
Коли в 1870 році спалахнула Французько-прусська війна, Уріха повернули до активної служби. Він замінив генерала дивізії Огюст-Александр Дюкро на посаді командувача 6-ї військової дивізії і за власним проханням став військовим губернатором Страсбурга. Одразу після перемоги у Битва при Верті (також відома як битва при Райхсгоффені та битва при Фресвіллері) 6 серпня 1870 року війська німецьких держав почали прибувати до Страсбурга та 13 серпня розпочали облогу міста силами, які незабаром досягли чисельності 40 000 осіб. Німецькі війська, що складалися з частин прусської армії та армії Великого герцогства Баден, 14 серпня почали нерегулярний артилерійський обстріл міста та його укріплень, розроблених Себастьяном Ле Претром де Вобаном у XVII столітті, але застарілих до 1870 року, тоді як німецький командувач, прусський генерал-майор Август фон Вердер, шукав способи швидко завершити облогу. Вердер повідомив Уріху, що його війська розпочнуть інтенсивний обстріл міста, якщо воно не здасться, і після того, як Уріх відмовився, 23 серпня почався обстріл.
Чотири ночі поспіль тривав сильний обстріл, під час якого муніципальний уряд попросив Уріха запропонувати Вердеру, щоб місто сплатило викуп у розмірі 100 000 франків за кожен день, коли німці не обстрілювали його, але Уріх відхилив це прохання. 26 серпня 1870 року Вердер, якому, невідомо для Уріха, не вистачало боєприпасів для продовження обстрілу з високою інтенсивністю, запропонував припинення вогню, якщо місто здасться, але Уріх відмовився і від цього. Виявляючи стійкість і військову професійність, Уріх мобілізував громадську думку в Страсбурзі на користь продовження опору, а рішучість населення Страсбурга продовжувати, посилила військову думку проти запропонованого німецького обстрілу Парижу . Після четвертої ночі сильного обстрілу 27 серпня Вердер зменшив інтенсивність обстрілу до турбуючого вогню і приготувався до тривалої облоги.
11 вересня 1870 року французи в Страсбурзі отримали звістку від швейцарської делегації, яку німці допустили в місто, про те, що Рейнська армія зазнала великої поразки в Битва при Гравелотті 18 серпня 1870 року і згодом була обложена в Мец, а Армія Шалона була оточена і знищена в Битва при Седані 1–2 вересня. Ці подвійні лиха означали, що французькі сили не прибудуть, щоб звільнити Страсбург. 17 вересня німці домоглися першого прориву укріплень міста. 19 вересня муніципальний уряд попросив Уріха здати місто, але він відмовився. Однак того дня німці проникли глибше в оборону, а 27 вересня підлеглі Уріха повідомили йому, що подальша оборона міста недоцільна. 28 вересня Уріх, очікуючи, що наступного дня почнеться останній німецький піхотний штурм містаref name=grandsnomsuhrich/>, попросив Вердера про умови капітуляції. Уріх і Вердер вели переговори ввічливо та ставилися один до одного лицарськи, і Вердер дозволив захисникам Страсбурга вийти з міста з повними військовими почестями, хоча розлючені та принижені війська Уріха залишили місто в п'яному та недисциплінованому стані. Уріх був умовно звільнений і покинув Страсбург, спочатку поїхавши в Тур, а потім у Швейцарія, де жив у добровільному вигнанні.
Під час Облога Страсбурга на місто впало майже 200 000 німецьких артилерійських снарядів, завдавши значної шкоди та зрівнявши з землею цілі квартали, залишивши 10 000 людей без даху над головою. Незважаючи на це, Уріх протримався 46 днів із силами 10 000 чоловік проти облогових сил, чисельність яких досягла 60 000. Проте Уріх зазнав суворої критики у Франції за капітуляцію Страсбурга. Багато людей у Франції вважали, що він поводився надто чемно з ворогом, стверджували, що він передчасно здав Страсбург, і навіть звинуватили його у вчиненні дії, рівносильної державній зраді через здачу міста.
Уріх був генеральним радником кантону Фальсбур до 1871 року. Він помер 9 жовтня 1886 року і похований у Парижі на Кладовище Пер-Лашез.

## Нащадки
Племінниця Уріха Поліна, дочка його брата Гюстава, генерального інтенданта армії, вийшла заміж за Огюста Гамелена (1837–1921), батька генерала армії Моріс Гамелен (1872–1958), який під час Другої світової війни командував французькою армією як у період Дивної війни 1939–1940 років, так і в наступній битві за Францію у 1940 році.

## Нагороди та відзнаки
Командор Почесного легіону (1857)

 Великий хрест Почесного легіону (1862)

 Компаньйон Орден Лазні (Сполучене Королівство)
Вшанування
У Парижі рішенням від 12 вересня 1870 року під керівництвом Етьєн Араго, тодішнього мера Парижа, Авеню Імператриці було перейменовано на Авеню Генерала-Уріха на честь Уріха. Однак через широке звинувачення Уріха в капітуляції Страсбурга вулицю було перейменовано на Авеню Булонського лісу в 1875 році. У 1929 році її було перейменовано на Авеню Фош.
У Нант, набережна де ла Біржа була перейменована на набережну Уріха 4 жовтня 1870 року. Вона все ще носила назву набережна Уріха в 1906 році, але згодом повернула собі назву набережна де ла Біржа.
В Ількірш-Граффенстаден, один із фортів укріпленої площі Страсбурга був названий на честь Уріха в 1918 році.